# Список самых высоких зданий Нижнего Новгорода
В список самых высоких зданий Нижнего Новгорода включены здания высотой более 75 м. Под зданиями здесь понимаются постройки, разделённые с регулярными интервалами на уровни и предназначенные для жилья или пребывания людей. Теле- и радиомачты, дымовые трубы и прочие технические постройки в эту категорию не попадают, так как являются сооружениями.

## История
Первый многоэтажный жилой дом для рабочих появился в Нижнем Новгороде в 1927 году и получил название Чернопрудский небоскрёб. Четырёхэтажное здание на момент постройки являлось самым высоким жилым домом в городе.
В 1957 году было построено самое высокое сооружение в городе — Нижегородская телебашня. Её высота составила 193 м.
Жилые здания выше 20 этажей начали появляться в Нижнем Новгороде с 2014 года. С 2014 по 2017 год было построено 11 таких зданий.

## Построенные здания
Точной информации о высоте зданий в источниках нет. На портале Emporis указывается примерная высота зданий. В большинстве источников самым высоким жилым зданием указывается ЖК «Первомайский». Однако на портале Emporis его высота ниже некоторых других зданий, в том числе ЖК «Анкудиновский Парк». ЖК «Анкудиновский Парк», тем не менее, территориально расположен в деревне Анкудиновка (сельское поселение Афонинский сельсовет, Кстовский район, Нижегородская область).
| Место | Название                                | Высота, м | Этажность | Год постройки | Примечания                                                                             |
| ----- | --------------------------------------- | --------- | --------- | ------------- | -------------------------------------------------------------------------------------- |
| 1     | Александро-Невский Новоярмарочный собор | 87        |           | 1868—1881     | [ 15 ]                                                                                 |
| 2     | ЖК «Первомайский»                       | ≈ 84      | 27        | 2017          | В большинстве источников указывается как самое высокое жилое здание в Нижнем Новгороде |
| 3     | ЖК «Белый город»                        | ≈ 84      | 26        | 2017          | 6 зданий в том числе 3 по 26 этажей                                                    |
| 4=    | ЖК «Маршал Град»                        | ≈ 83      | 25        | 2017—2020     | Три здания                                                                             |
| 4=    | ЖК «КМ Мегаполис»                       | ≈ 83      | 22—25     | 2014          | [ 8 ] [ 17 ]                                                                           |
| 4=    | ЖК «Гагаринские высоты»                 | 83        | 25        | 2014—2015     | Первое здание в 25 этажей. Сейчас всего — 7 домов, в том числе 4 по 25 этажей          |
| 4=    | ЖК «Аквамарин»                          | ≈ 83      | 25        | 2018          | 4 здания                                                                               |
| 4=    | ЖК «Монолит»                            | ≈ 83      | 18—25     | 2015—2017     | [ 8 ]                                                                                  |
| 4=    | ЖК «Планетарий»                         | ≈ 83      | 25        | 2011—2024     | 3 здания                                                                               |
| 4=    | ЖК «Москва Град»                        | ≈ 83      | 25        | 2020          | [ 8 ]                                                                                  |
| 4=    | ЖК «Парус»                              | ≈ 83      | 25        | 2023          | [ 20 ] [ 21 ]                                                                          |

## Строящиеся и предложенные здания
| Название                    | Высота, м | Этажность | Год постройки | Примечания                 |
| --------------------------- | --------- | --------- | ------------- | -------------------------- |
| GloraX Premium Черниговская | 100       | 32        | н.д.          | Проект предложен в 2023 г. |
| GloraX Premium Черниговская | н.д.      | 25        | н.д.          | Проект предложен в 2023 г. |
| ЖК «Мёд»                    | 87        | 27        | 2026          |                            |
| ЖК «Подкова на Родионова»   |           | 25        | 2025          | [ 25 ]                     |
| ЖК «Каскад на Автозаводе»   |           | 25        | 2024          | Два здания                 |

## Планировавшиеся здания
В 2007 году планировалось построить Культурно-деловой центр «Сити-стрелка», состоявшего бы в том числе из небоскрёбов в 60 и 45 этажей. Всего предлагалось построить 26 зданий. В 2008 году от строительства проекта отказались. Тем не менее, в 2009 году о проекте заговорили вновь.
В 2010 году планировалось начать строить деловой центр Globe Town, состоявший из небоскрёбов. Среди планировавшихся зданий — сфера с диаметром 120 метров. Проект собирались завершить к 2035 году, но в 2011 году от него отказались.
Гостиничный оператор Корстон планировал к ЧМ по футболу 2018 года построить гостиницу высотой около 33—35 этажей.
В 2011 году на ул. Тургенева планировалось построить несколько тридцатиэтажных домов и корейский культурный центр
В 2014 году в районе Сенной площади планировали построить бизнес центр и микрорайон, состоящий из двадцативосьмиэтажных жилых домов.